# لطیف (هویزه)
لطیف (دشت آزادگان)، روستایی از توابع بخش هویزه شهرستان دشت آزادگان در استان خوزستان ایران است.

## جمعیت
این روستا در دهستان بنی‌صالح قرار دارد و براساس سرشماری مرکز آمار ایران در سال ۱۳۸۵، جمعیت آن ۴۶ نفر (۷خانوار) بوده‌است.
این روستا در کنار رودخانه کرخه نور قرار گرفته است